# Křížová (Hošťálkovy)
Křížová je malá vesnice, část obce Hošťálkovy v okrese Bruntál. Nachází se asi 4,5 km na severozápad od Hošťálkov.
Křížová leží v katastrálním území Křížová ve Slezsku o rozloze 4,86 km2.

## Historický přehled
Do roku 1947 se vesnice nazývala Kružberk (německy Kreuzberg) a jednalo se o samostatnou obec, složenou ze dvou osad, jimiž byla vesnice Kružberk a malá vesnice Hutě (německy Hütte), přičemž Hutě ležely asi 700 metrů západně od Kružberku. Osada Hutě zanikla po druhé světové válce v souvislosti s vysídlením původního německého obyvatelstva.

## Vývoj počtu obyvatel
Počet obyvatel Křížové (včetně Hutí) podle sčítání nebo jiných úředních záznamů:
| Rok            | 1869 | 1880 | 1890 | 1900 | 1910 | 1921 | 1930 | 1939 | 1950 | 1961 | 1970 | 1980 | 1991 | 2001 |
| -------------- | ---- | ---- | ---- | ---- | ---- | ---- | ---- | ---- | ---- | ---- | ---- | ---- | ---- | ---- |
| Počet obyvatel | 363  | 336  | 312  | 305  | 262  | 236  | 212  | 194  | 2    | 49   | 10   | 2    | 0    | 1    |

1. ↑  z toho: Hutě 43, Křížová 169
2. ↑  všichni Němci; z toho 52 řím. kat., 160 evang.

V Křížové je evidováno 34 adres: 6 čísel popisných (trvalé objekty) a 28 čísel evidenčních (dočasné či rekreační objekty). Při sčítání lidu roku 2001 zde byl napočteny 3 domy, z toho 1 trvale obydlený.

## Galerie

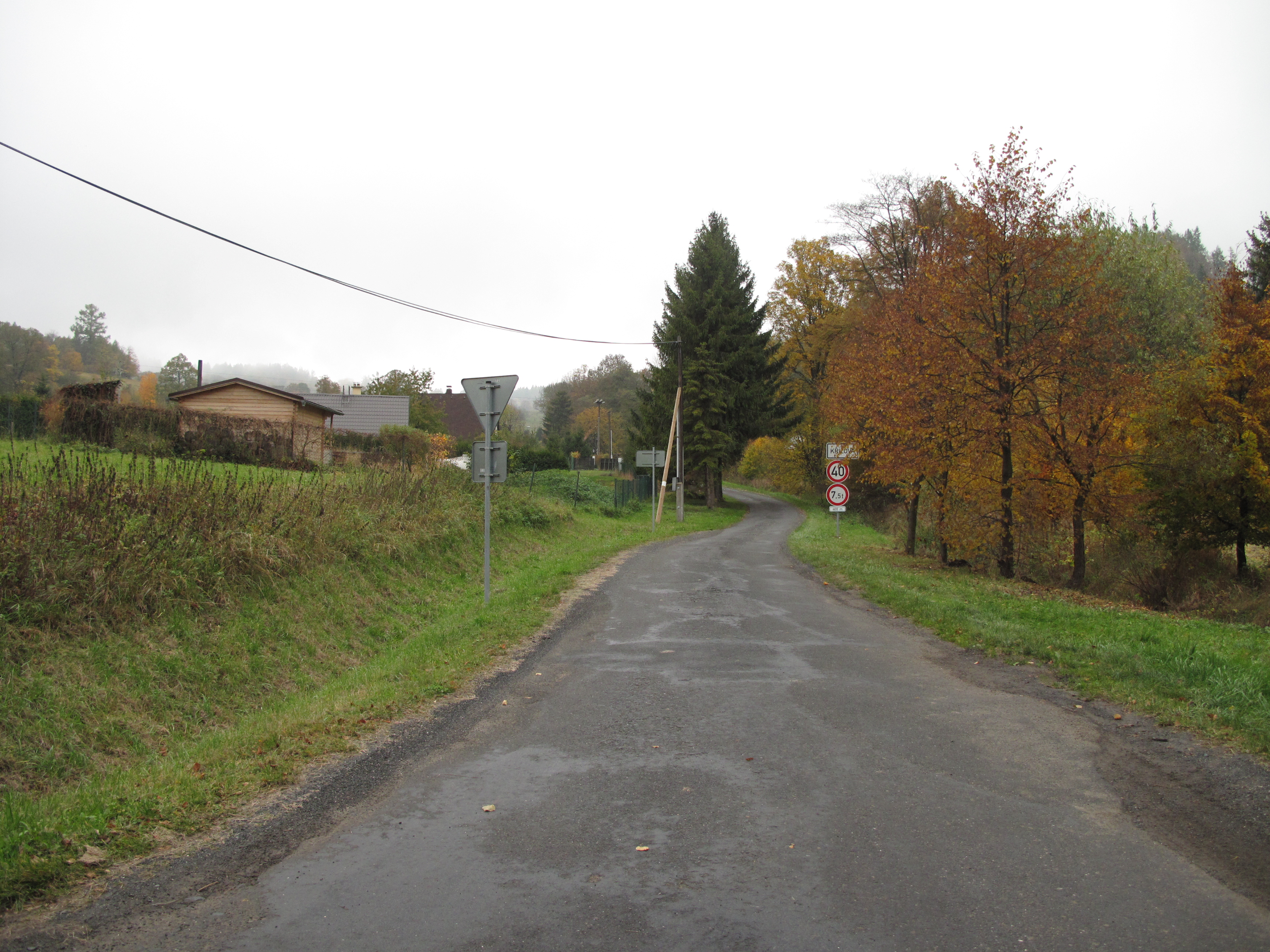
Silnice
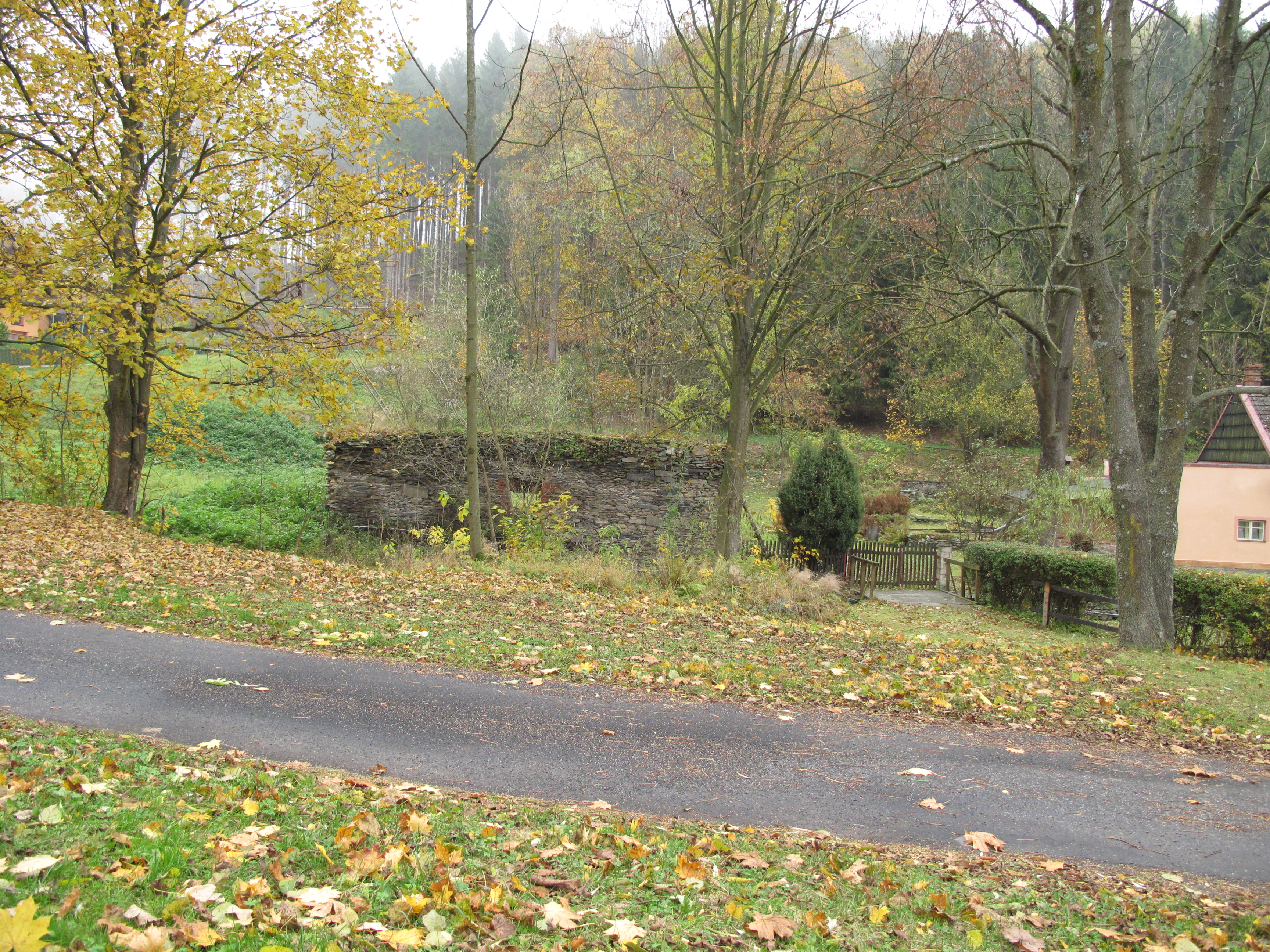
Zbytek domu
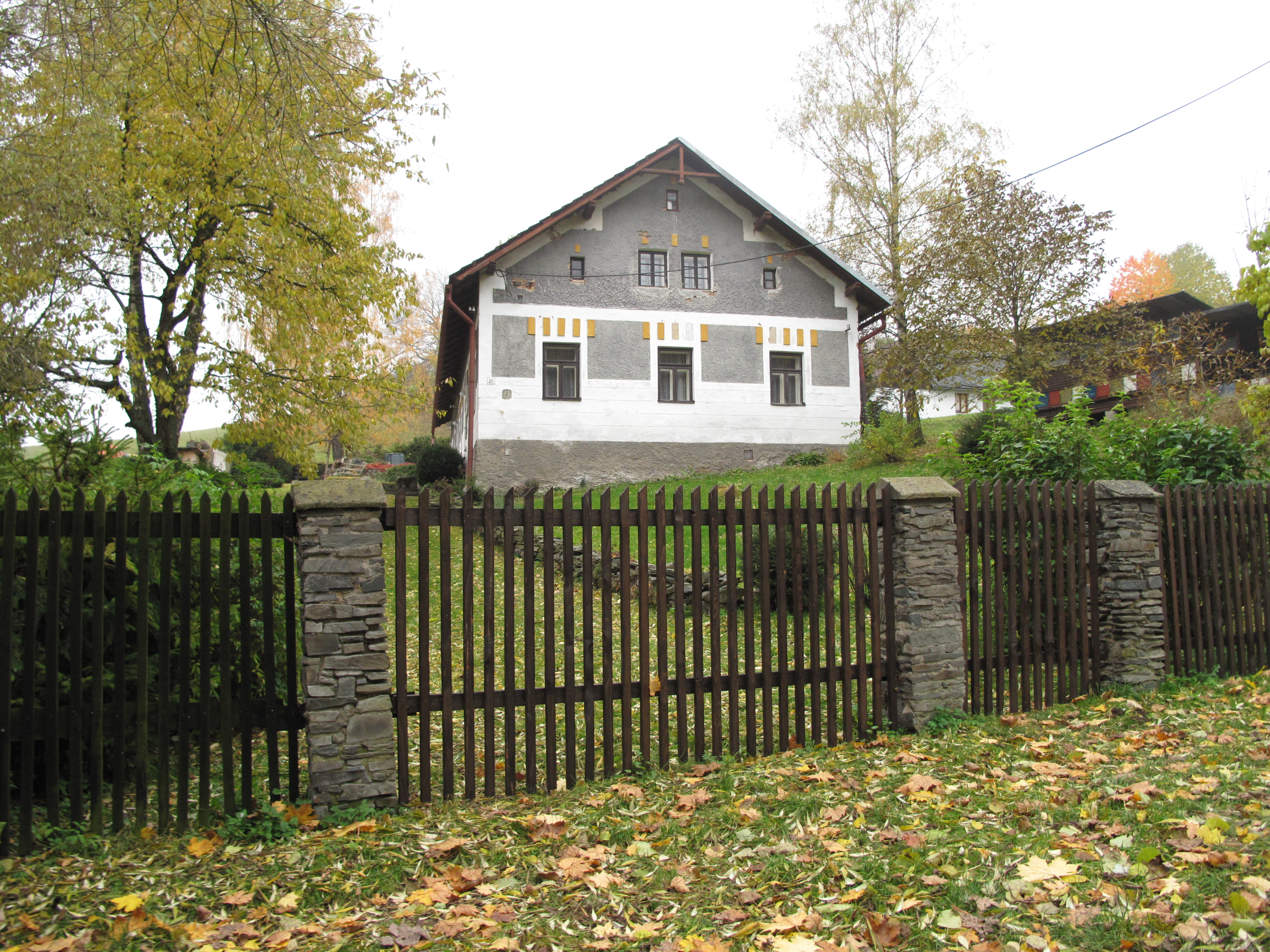
Dům